# Neophema splendida
Neophema splendida és una espècie d'ocell de la família dels psitàcids (psittacidae) que habita boscos i matolls del sud d'Austràlia, al sud d'Austràlia Occidental, Austràlia Meridional i zones limítrofes de Nova Gal·les del Sud i Victòria (Austràlia).